# The Cipher Message
The Cipher Message è un cortometraggio muto del 1913 diretto da Francis J. Grandon.

## Produzione
Il film fu prodotto dalla Selig Polyscope Company.

## Distribuzione
Distribuito dalla General Film Company, il film - un cortometraggio in due bobine - uscì nelle sale cinematografiche statunitensi il 1º dicembre 1913. Sui poster apparve con il titolo The Cypher Message.